# شینجو، اوکایاما
شینجو، اوکایاما (به لاتین: Shinjō, Okayama) یک منطقهٔ مسکونی در ژاپن است که در Maniwa District واقع شده است. شینجو ۱٬۰۴۷ نفر جمعیت دارد.